# Palos Verdes Estates (Kalifornija)
Palos Verdes Estates je grad u američkoj saveznoj državi Kalifornija. Prema popisu stanovništva iz 2010. u njemu je živjelo 13.438 stanovnika.